# Sonnerie aux morts
La sonnerie aux morts (« Aux Morts ») est une sonnerie réglementaire de l'armée française utilisée lors de funérailles, de la commémoration d'une bataille ou de toute cérémonie à la mémoire des hommes et des femmes tombés dans un conflit armé. 

## Historique
La sonnerie aux morts trouve son origine durant la guerre de Sécession, avec une sonnerie militaire de l'armée américaine, Taps, jouée pour l'« extinction des feux » et aussi lors de la « descente du drapeau » ou aux funérailles. Elle a été attribuée à Daniel Butterfield. Le mot taps signifie en anglais « robinets » et vient de l'expression  « Close the (beer) taps (and send the troops back to camp) », c'est-à-dire « Fermez les robinets (de bière) (et envoyez les troupes au campement) »,,.
Frappé par l'impact qu'avaient sur les participants aux cérémonies les sonneries Taps, aux États-Unis, et Last Post, au Royaume-Uni et dans les pays du Commonwealth, le général Gouraud prit l'initiative de faire composer par le chef de la musique de la Garde républicaine, le commandant Pierre Dupont, une sonnerie appropriée équivalente, « Aux morts »,,. " Aux morts " aurait été en fait composée par Emile Galland.
En France, elle est entendue pour la première fois le 14 juillet 1931 lors de la cérémonie du ravivage de la flamme sous l'Arc de triomphe de l'Étoile, en présence du ministre de la Guerre André Maginot,,.
Elle s'ouvre sur un roulement de tambour, est jouée aux clairons accompagnés des tambours, et précède la minute de silence respectée lors des cérémonies d'hommage,,.
Appréciée dès sa première utilisation, elle devient réglementaire dans les Armées françaises à partir de 1932,. 